# رائول یونا
رائول لونا (انگلیسی: Raúl Llona؛ زادهٔ ۳ اوت ۱۹۷۶) بازیکن فوتبال اهل اسپانیا است.